# Медногорский медно-серный комбинат
Медного́рский ме́дно-се́рный комбина́т (ММСК) — предприятие цветной металлургии в городе Медногорске (Оренбургская область России). Входит в состав Уральской горно-металлургической компании. Член Торгово-промышленной палаты Оренбургской области.

## История

### Строительство и пуск
Постановление Коллегии Народного комиссариата тяжёлой промышленности СССР о начале строительства комбината было подписано 11 мая 1933 года. К строительству приступили в 1933 году. Главный корпус был заложен 30 мая 1936 года.
Первоначальное назначение комбината — пирометаллургическая переработка медно-колчеданных руд Блявинского месторождения без обогащения, по методу усовершенствованной пиритной плавки (процесс Оркла) с получением медного штейна (с содержанием меди 10—12 %) и элементарной серы (либо серной кислоты) из металлургических газов. В мире было всего два подобных предприятия. ММСК стал в нашей стране пионером по освоению этой уникальной технологии.
1 февраля 1939 года была произведена задувка трёх ватержакетных печей, а первая продукция (15 тонн штейна и 22 тонны серы) была получена 4 февраля 1939 года.

### 1940-е годы
Предприятие долго работало по укороченной технологической схеме. В металлургическом цехе действовали 6 шахтных печей для медно-серной плавки, газы которой направлялись в первую секцию химического цеха для получения из них серы в элементарном виде. В переработку поступали руды, содержащие 45—48 % серы и 1—2 % меди. Реализована была только одна стадия катализа, поэтому извлечение серы не превышало 50 %. Штейн шахтных печей с содержанием меди 7—10 % отправлялся на Карабашский и Кировградский медеплавильные заводы для дальнейшей переработки и получения рафинированной меди.
В 1940 г. на МСК было произведено 656,4 т черновой меди и 51 556 т серы, а в 1944 г. выпуск черновой меди возрос более чем в 9 раз и достиг 6 008,8 т.

#### Никель
Весной 1942 г. группой специалистов комбината (главный инженер Глушков, инженеры Александр Адольфович Бурба, Соломон Зиновьевич Малкин и Филипп (Фишель) Данилович Аптекарь) была разработана технология разделительной плавки, позволившая одновременно выплавлять и медь, и никель в ватержакетных печах вместо выполнявшейся до этого на ММСК выплавки только меди. Разделительная плавка была революционным шагом в отечественной металлургии цветных металлов. Для разделительной плавки использовалась руда, доставлявшаяся с Мончегорского медно-никелевого месторождения на Кольском полуострове, где в связи с началом Великой Отечественной войны прекратил работу комбинат «Североникель», эвакуированный в город Орск Чкаловской (ныне Оренбургской) области, а также руда из Норильска. Произведённый таким путём никелевый штейн направлялся на комбинат «Южуралникель» в соседнем городе Орске для получения из него чистого никеля, использовавшегося затем при производстве брони на Магнитогорском металлургическом комбинате.

«На комбинате „Южуралникель“ давно были перекрыты проектные мощности, а оборонная промышленность и, прежде всего, танковая, требовала всё больше и больше никеля. На помощь орским никельщикам пришли металлурги медно-серного комбината. Они освоили плавку никелевой руды <…> В 1942 году в Медногорске ударными военными темпами — работа шла круглосуточно — была построена установка по переработке привозной медно-никелевой руды и других материалов».
— В. Г. Альтов. Медногорск. Юж.-Урал. кн. изд-во. 1989

### 1950-е—1960-е годы
В 1950-е годы на комбинате был проведён ряд крупных организационно-технических мероприятий, направленных на увеличение мощности оборудования и более полное извлечение серы и меди из сырья.

#### Брикетирование
Для окускования мелкой руды в 1950 году была введена в строй брикетная фабрика, пуск которой надолго задержался из-за того, что в годы Великой Отечественной войны в строившемся здании брикетной фабрики (в посёлке Никитино) был размещён эвакуированный из Тулы оружейный завод.

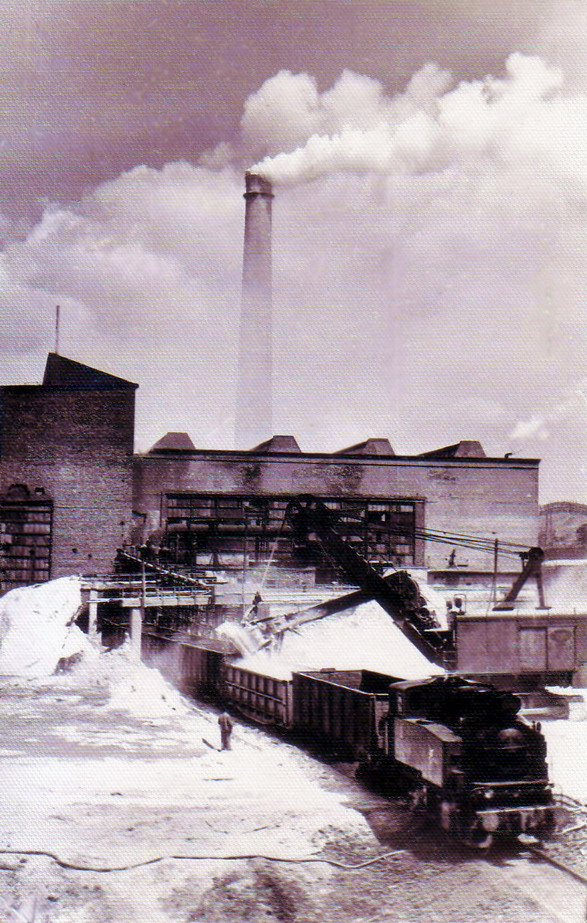
Склад серы у химического цеха ММСК (1960-е гг.)

#### Сера
В 1960 году начала работать вторая очередь медно-серного производства (дополнительно 6 шахтных печей и вторая секция химического цеха), завершено монтирование комплекса линии второго катализа. Производство элементарной серы в середине 1950-х годов было доведено до 250—280 тысяч тонн в год, что составляло около 80 % серы, производившейся в стране. С 1939 по 1986 гг. Медногорский медно-серный комбинат был крупнейшим производителем серы в СССР.

«…Утром мы были на медносерном заводе. Около 80 процентов серы, выпускаемой в нашей стране, добывается на этом предприятии. „ — До пятидесятого года стране приходилось импортировать много серы из-за границы. Теперь нужда в импорте серы отпала, — говорил директор завода Александр Адольфович Бурба. — Но завод продолжает расширяться. Начали строить цех производства серной кислоты“. С высокой эстакады застывшим потоком повис ярко-жёлтый массив серы. То, что мы видим в небольших количествах в стеклянных баночках в лабораториях, здесь, на заводском дворе, лежало огромными глыбами».
— А. Софронов. В Оренбургских степях (журнал «Огонёк», 1956)

.

#### Гайская руда
Начиная с 1959 года, в переработку стали вовлекать руды расположенного неподалёку Гайского горно-обогатительного комбината, где только что началась разработка нового месторождения. Первая медь из гайской руды была получена при проведении пробной плавки на ММСК 11 июля 1960 года.

#### Германий

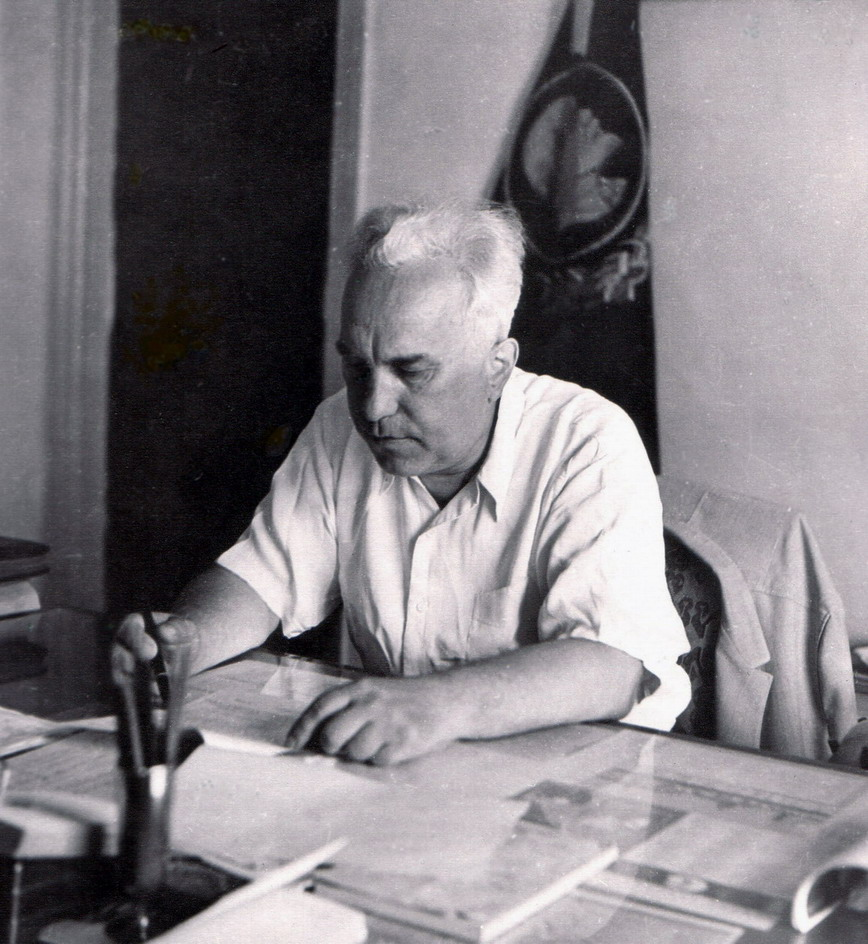
А. А. Бурба в кабинете директора ММСК

В 1957 году в химическом цехе начал работать опытный участок переработки пыли, где приступили к выпуску новой продукции — полупроводникового металла германия в германиевом концентрате. 

«В августе 1957 года <…> химцех переживал рождение своего детища — участка переработки пыли. Наступал век полупроводников, стране нужен был германий — основа тогдашних самых первых транзисторов и диодов, которые много позже были вытеснены кремниевыми полупроводниками. А тогда германиевый концентрат, который должен был выпускать участок переработки пыли, был на вес золота. Страна не должна была отстать от других стран в производстве электроники и вычислительной техники».
— В. И. Иванов. Мы были единомышленниками (воспоминания главного инженера ММСК)
В 1959 году введён в действие цех переработки пыли. Основным сырьём для него стали пыли шахтных металлургических печей, а также зола энергетических углей, служивших топливом для электростанции. Специалистами комбината под руководством А. А. Бурбы и Ф. Д. Аптекаря в сотрудничестве с проектным институтом «Унипромедь» была разработана и внедрена в производство уникальная химико-металлургическая технология комплексной переработки пылей медеплавильного производства и зол от сжигания энергетических углей с получением германия в германиевом концентрате, свинца в черновом свинце и других редких металлов. Извлечение германия из медноколчеданных руд было выполнено впервые в мировой практике. Пуск промышленного цеха переработки пыли на ММСК относят к крупнейшим внедрениям в цветной металлургии XX века. Впервые в СССР было налажено в промышленном масштабе производство концентрата германия из металлургических пылей и зол углей, что позволило уже в 1960-е годы полностью отказаться от импорта этого полупроводникового металла, который требовался для электронной промышленности. В 1970-е годы Советский Союз стал мировым лидером по производству германия и начал экспортировать этот металл.

#### Черновая медь
В 1959 году начал работу участок сократительной плавки и конвертирования, в результате вместо бедного медью штейна начался выпуск черновой меди и комбинат, бывший до этого планово-убыточным, стал рентабельным.

#### Серная кислота
В 1961 году пущен цех серной кислоты, что не только увеличило комплексность переработки сырья, но и заметно улучшило экологическую ситуацию в городе за счёт сокращения выбросов сернистого газа в атмосферу. С этого времени на комбинате начал осуществляться полный технологический цикл с получением черновой меди, элементарной серы и серной кислоты.

В 1950—1960-е годы в номенклатуру выпускаемой комбинатом продукции входили:
- черновая медь;
- элементарная сера;
- серная кислота;
- германиевый концентрат;
- черновой свинец (висмут, кадмий).

Рентабельность производства в этот период достигала 16 %.
В середине 1950-х гг. ММСК стал передовым предприятием отрасли, четыре года подряд (1955—1958) ежеквартально завоёвывал переходящее красное знамя Совета Министров СССР и ВЦСПС за первенство во Всесоюзном социалистическом соревновании, и в конце концов знамя было оставлено комбинату навечно. В 1960-е годы Медно-серный комбинат был предприятием, работать на котором считалось престижным, поступить туда было нелегко.

### 1970-е—1980-е годы
В начале 1970-х гг. в результате прекращения добычи руды на Блявинском карьере сырьевая база комбината резко ухудшилась: на переработку стало поступать сырьё с низким содержанием меди (1-2 %), а также отходы и полуфабрикаты предприятий цветной металлургии. С 1978 г. комбинат стал убыточным.
В 1986 году прекращено производство элементарной серы, значительно снизилось производство серной кислоты, что повлекло за собой увеличение количества вредных веществ, выбрасываемых в атмосферу.

### Развитие Блявинского рудника
28 июня 1941 года был издан приказ НКВД СССР «Об исключении из перечня объектов, охраняемых ВПО НКВД, Блявинского медного рудника в Оренбургской области».
Добыча руды на Блявинском руднике велась с 1934 года подземным способом, с 1954 года началась также добыча открытым способом — в карьере, а с 1956 г. рудник полностью перешёл на открытый способ добычи. Работы по созданию карьера Блявинского рудника были выполнены под руководством С. Е. Филярчука. В 1971 году отработка Блявинского месторождения прекращена. Оставшись без собственной рудной базы, ММСК вынужден был брать на переработку сырьё других рудников (Бурибай, Гай, Сибай, Учалы). Это сырьё отличалось по составу от блявинской руды, поэтому в 1986 г. выпуск серы был прекращён.

### Шефство над школой
При шефской помощи ММСК в 1960—1963 годах для старейшей в городе средней школы № 1 были построены большой спортивный зал и актовый зал на 500 мест, соединенные крытыми переходами с основным зданием, а также отдельно стоящие школьные мастерские для обучения рабочим профессиям, укомплектованные необходимыми станками.

## Подразделения комбината
В состав ММСК входят следующие подразделения (2012 г.):
- Медеплавильный цех: переработка медьсодержащего сырья с получением черновой меди;
- Брикетная фабрика: брикетирование медьсодержащего сырья на валковых прессах;
- Цех серной кислоты: переработка очищенного серосодержащего газа медеплавильного цеха с получением серной кислоты;
- Цех переработки пыли: переработка пыли медеплавильного производства с получением раствора цинка сернокислого;
- Вспомогательные отделения: цех подготовки сырья, шихты, железнодорожного транспорта, цех производства технологического кислорода, цех горных работ, ремонтно-механический цех, автотранспортный цех, энергетический цех и другие.

С 2001 года ММСК выпускает газету «Медногорский металлург». С 2013 года начала выходить телепрограмма «Вести Медногорского медно-серного комбината».

## Основные характеристики
Комбинат перерабатывает: медный концентрат, медные руды, отходы и полуфабрикаты предприятий цветной металлургии.

Основная товарная продукция: черновая медь, серная кислота, цинк сернокислый в растворе, свинец, технический кислород, известь технологическая.
После распада СССР, вплоть до 2010 г., ММСК оставался единственным производителем германиевого концентрата в России. С 2010 г. производство германия в концентрате на ММСК приостановлено, а оборудование законсервировано. Одновременно с этим начато производство германия в концентрате на ООО «Германий и приложения».

## Директора (с 1989 — генеральные директора)
- Осиев, Владимир Николаевич (1938—1939)[37]
- Багреев, Иван Григорьевич (1939—1946)[37]
- Ушаков Константин Иванович (1947—1954)
- Бурба Александр Адольфович (1954—1971)
- Хилько, Михаил Ефимович (5 марта 1971—20 ноября 1989)[38][39]
- Король, Юрий Александрович (1989—2000)[40]
- Кривоносов, Юрий Сергеевич (2001—2007)[41]
- Рыбников, Александр Петрович (2007—2010)
- Якорнов, Сергей Александрович (2010—2013)
- Булатов, Константин Валерьевич (2013—2017)[42]
- Ибрагимов, Андрей Фаритович (2017—2021)[43]
- Исхаков, Ильфат Ильдусович (с 2021)[44]